# Élections générales espagnoles de novembre 2019 en Castille-et-León
Les élections générales espagnoles de novembre 2019 (en espagnol : Elecciones generales de España de noviembre de 2019) se tiennent le dimanche 10 novembre 2019 afin d'élire les 350 députés et 208 des 266 sénateurs de la XIVe législature des Cortes Generales. 31 députés sont élus en Castille-et-León.

## Résultats
| Parti                  | Parti                                                   | Voix      | %     | +/-           | Sièges | +/-           |  |
| ---------------------- | ------------------------------------------------------- | --------- | ----- | ------------- | ------ | ------------- |  |
|                        | Parti populaire (PP)                                    | 438 993   | 31,63 | 5,60          | 13     | 3             |  |
|                        | Parti socialiste ouvrier espagnol (PSOE)                | 438 287   | 31,27 | 1,48          | 12     | en stagnation |  |
|                        | Vox                                                     | 230 743   | 16,61 | 4,33          | 6      | 5             |  |
|                        | Unidas Podemos (UP)                                     | 129 681   | 9,34  | 1,08          | 0      | en stagnation |  |
|                        | Ciudadanos (Cs)                                         | 105 200   | 7,57  | 11,32         | 0      | 8             |  |
|                        | Union du peuple léonais (UPL)                           | 10 243    | 0,74  | Nv.           | 0      | en stagnation |  |
|                        | Parti animaliste contre la maltraitance animale (PACMA) | 8 085     | 0,58  | Nv.           | 0      | en stagnation |  |
|                        | Pour Ávila (XAV)                                        | 5 416     | 0,39  | Nv.           | 0      | en stagnation |  |
|                        | Liste commune RC-GV—PCAS-TC                             | 2 499     | 0,18  | en stagnation | 0      | en stagnation |  |
|                        | Pour un monde + juste (PUM+J)                           | 2 471     | 0,18  | 0,02          | 0      | en stagnation |  |
|                        | Parti communistes des travailleurs espagnols (PCTE)     | 1 741     | 0,13  | 0,01          | 0      | en stagnation |  |
|                        | Plateforme du peuple sorian (PPSO)                      | 1 466     | 0,11  | 0,07          | 0      | en stagnation |  |
|                        | Autres partis                                           | 2 806     | 0,20  | -             | 0      | -             |  |
|                        | Vote blanc                                              | 15 167    | 1,09  | 0,17          |        |               |  |
|                        |                                                         |           |       |               |        |               |  |
| Suffrages exprimés     | Suffrages exprimés                                      | 1 388 798 | 98,73 |               |        |               |  |
| Votes nuls             | Votes nuls                                              | 17 901    | 1,27  |               |        |               |  |
| Total                  | Total                                                   | 1 496 699 | 100   | -             | 31     | en stagnation |  |
| Abstention             | Abstention                                              | 705 179   | 33,39 |               |        |               |  |
| Inscrits/Participation | Inscrits/Participation                                  | 2 111 878 | 66,61 |               |        |               |  |

### Résultats par provinces

#### Ávila
| Parti                  | Parti                                                   | Voix    | %     | +/-           | Sièges | +/-           |  |
| ---------------------- | ------------------------------------------------------- | ------- | ----- | ------------- | ------ | ------------- |  |
|                        | Parti populaire (PP)                                    | 32 537  | 34,79 | 3,44          | 1      | en stagnation |  |
|                        | Parti socialiste ouvrier espagnol (PSOE)                | 24 474  | 26,18 | 0,22          | 1      | en stagnation |  |
|                        | Vox                                                     | 17 313  | 18,52 | 4,19          | 1      | 1             |  |
|                        | Ciudadanos (Cs)                                         | 6 119   | 6,54  | 12,17         | 0      | 1             |  |
|                        | Unidas Podemos (UP)                                     | 6 059   | 6,48  | 1,09          | 0      | en stagnation |  |
|                        | Pour Ávila (XAV)                                        | 5 416   | 5,79  | Nv.           | 0      | en stagnation |  |
|                        | Parti animaliste contre la maltraitance animale (PACMA) | 432     | 0,46  | 0,20          | 0      | en stagnation |  |
|                        | Recortes Cero-Grupo Verde (RC-GV)                       | 105     | 0,11  | 0,06          | 0      | en stagnation |  |
|                        | Pour un monde + juste (PUM+J)                           | 102     | 0,11  | en stagnation | 0      | en stagnation |  |
|                        | Parti communiste des travailleurs espagnols (PCTE)      | 101     | 0,11  | Nv.           | 0      | en stagnation |  |
|                        | Autres partis                                           | 93      | 0,10  | -             | 0      | -             |  |
|                        | Vote blanc                                              | 755     | 0,81  | 0,10          |        |               |  |
|                        |                                                         |         |       |               |        |               |  |
| Suffrages exprimés     | Suffrages exprimés                                      | 93 496  | 98,63 |               |        |               |  |
| Votes nuls             | Votes nuls                                              | 1 297   | 1,37  |               |        |               |  |
| Total                  | Total                                                   | 94 793  | 100   | -             | 3      | en stagnation |  |
| Abstention             | Abstention                                              | 41 924  | 30,66 |               |        |               |  |
| Inscrits/Participation | Inscrits/Participation                                  | 136 717 | 69,34 |               |        |               |  |

#### Burgos
| Parti                  | Parti                                                   | Voix    | %     | +/-   | Sièges | +/-           |  |
| ---------------------- | ------------------------------------------------------- | ------- | ----- | ----- | ------ | ------------- |  |
|                        | Parti socialiste ouvrier espagnol (PSOE)                | 64 182  | 32,26 | 2,98  | 2      | en stagnation |  |
|                        | Parti populaire (PP)                                    | 61 228  | 30,77 | 6,21  | 2      | 1             |  |
|                        | Vox                                                     | 29 579  | 14,87 | 3,76  | 0      | en stagnation |  |
|                        | Unidas Podemos (UP)                                     | 22 058  | 11,09 | 1,41  | 0      | en stagnation |  |
|                        | Ciudadanos (Cs)                                         | 16 214  | 8,15  | 11,68 | 0      | 1             |  |
|                        | Parti animaliste contre la maltraitance animale (PACMA) | 1 415   | 0,71  | 0,19  | 0      | en stagnation |  |
|                        | Recortes Cero-Grupo Verde (RC-GV)                       | 645     | 0,32  | 0,01  | 0      | en stagnation |  |
|                        | Pour un monde + juste (PUM+J)                           | 520     | 0,31  | 0,04  | 0      | en stagnation |  |
|                        | Parti communiste des travailleurs espagnols (PCTE)      | 404     | 0,20  | 0,01  | 0      | en stagnation |  |
|                        | Vote blanc                                              | 2 626   | 1,32  | 0,28  |        |               |  |
|                        |                                                         |         |       |       |        |               |  |
| Suffrages exprimés     | Suffrages exprimés                                      | 198 971 | 98,66 |       |        |               |  |
| Votes nuls             | Votes nuls                                              | 2 693   | 1,34  |       |        |               |  |
| Total                  | Total                                                   | 201 664 | 100   | -     | 4      | en stagnation |  |
| Abstention             | Abstention                                              | 97 325  | 32,55 |       |        |               |  |
| Inscrits/Participation | Inscrits/Participation                                  | 298 989 | 67,45 |       |        |               |  |

#### León
| Parti                  | Parti                                                   | Voix    | %     | +/-           | Sièges | +/-           |  |
| ---------------------- | ------------------------------------------------------- | ------- | ----- | ------------- | ------ | ------------- |  |
|                        | Parti socialiste ouvrier espagnol (PSOE)                | 87 896  | 33,46 | 0,70          | 2      | en stagnation |  |
|                        | Parti populaire (PP)                                    | 74 672  | 28,43 | 4,93          | 1      | en stagnation |  |
|                        | Vox                                                     | 40 884  | 15,56 | 4,02          | 1      | 1             |  |
|                        | Unidas Podemos (UP)                                     | 27 478  | 10,46 | 1,58          | 0      | en stagnation |  |
|                        | Ciudadanos (Cs)                                         | 16 731  | 6,37  | 11,10         | 0      | 1             |  |
|                        | Union du peuple léonais (UPL)                           | 9 588   | 3,65  | Nv.           | 0      | en stagnation |  |
|                        | Parti animaliste contre la maltraitance animale (PACMA) | 1 505   | 0,57  | 0,23          | 0      | en stagnation |  |
|                        | Parti communiste des travailleurs espagnols (PCTE)      | 379     | 0,14  | en stagnation | 0      | en stagnation |  |
|                        | Parti régionaliste du pays léonais (PREPAL)             | 341     | 0,13  | 0,38          | 0      | en stagnation |  |
|                        | Pour un monde + juste (PUM+J)                           | 317     | 0,12  | 0,02          | 0      | en stagnation |  |
|                        | Recortes Cero-Grupo Verde (RC-GV)                       | 178     | 0,07  | 0,03          | 0      | en stagnation |  |
|                        | Vote blanc                                              | 2 710   | 1,03  | 0,04          |        |               |  |
|                        |                                                         |         |       |               |        |               |  |
| Suffrages exprimés     | Suffrages exprimés                                      | 262 679 | 98,86 |               |        |               |  |
| Votes nuls             | Votes nuls                                              | 3 032   | 1,14  |               |        |               |  |
| Total                  | Total                                                   | 265 711 | 100   | -             | 4      | en stagnation |  |
| Abstention             | Abstention                                              | 166 362 | 38,50 |               |        |               |  |
| Inscrits/Participation | Inscrits/Participation                                  | 432 073 | 61,50 |               |        |               |  |

#### Palencia
| Parti                  | Parti                                                   | Voix    | %     | +/-  | Sièges | +/-           |  |
| ---------------------- | ------------------------------------------------------- | ------- | ----- | ---- | ------ | ------------- |  |
|                        | Parti populaire (PP)                                    | 34 195  | 35,70 | 6,15 | 2      | 1             |  |
|                        | Parti socialiste ouvrier espagnol (PSOE)                | 21 847  | 33,25 | 1,93 | 1      | en stagnation |  |
|                        | Vox                                                     | 13 816  | 14,42 | 2,72 | 0      | en stagnation |  |
|                        | Unidas Podemos (UP)                                     | 7 746   | 8,09  | 1,14 | 0      | en stagnation |  |
|                        | Ciudadanos (Cs)                                         | 5 937   | 6,20  | 9,68 | 0      | 1             |  |
|                        | Parti animaliste contre la maltraitance animale (PACMA) | 582     | 0,61  | 0,14 | 0      | en stagnation |  |
|                        | Recortes Cero-Grupo Verde (RC-GV)                       | 256     | 0,27  | 0,02 | 0      | en stagnation |  |
|                        | Pour un monde + juste (PUM+J)                           | 209     | 0,22  | 0,07 | 0      | en stagnation |  |
|                        | Parti communiste des travailleurs espagnols (PCTE)      | 106     | 0,11  | 0,02 | 0      | en stagnation |  |
|                        | Phalange espagnole (FE-JONS)                            | 79      | 0,08  | 0,01 | 0      | en stagnation |  |
|                        | Vote blanc                                              | 1 015   | 1,06  | 0,11 |        |               |  |
|                        |                                                         |         |       |      |        |               |  |
| Suffrages exprimés     | Suffrages exprimés                                      | 95 788  | 98,71 |      |        |               |  |
| Votes nuls             | Votes nuls                                              | 1 250   | 1,29  |      |        |               |  |
| Total                  | Total                                                   | 97 038  | 100   | -    | 3      | en stagnation |  |
| Abstention             | Abstention                                              | 44 283  | 31,34 |      |        |               |  |
| Inscrits/Participation | Inscrits/Participation                                  | 141 321 | 68,86 |      |        |               |  |

#### Salamanque
| Parti                  | Parti                                                   | Voix    | %     | +/-   | Sièges | +/-           |  |
| ---------------------- | ------------------------------------------------------- | ------- | ----- | ----- | ------ | ------------- |  |
|                        | Parti populaire (PP)                                    | 67 715  | 34,70 | 6,14  | 2      | en stagnation |  |
|                        | Parti socialiste ouvrier espagnol (PSOE)                | 57 481  | 29,45 | 1,28  | 1      | en stagnation |  |
|                        | Vox                                                     | 34 929  | 17,90 | 5,26  | 1      | 1             |  |
|                        | Ciudadanos (Cs)                                         | 16 886  | 8,65  | 12,04 | 0      | 1             |  |
|                        | Unidas Podemos (UP)                                     | 13 608  | 6,97  | 0,90  | 0      | en stagnation |  |
|                        | Parti animaliste contre la maltraitance animale (PACMA) | 964     | 0,49  | 0,16  | 0      | en stagnation |  |
|                        | Parti régionaliste du pays léonais (PREPAL)             | 322     | 0,16  | 0,01  | 0      | en stagnation |  |
|                        | Recortes Cero-Grupo Verde (RC-GV)                       | 306     | 0,16  | 0,03  | 0      | en stagnation |  |
|                        | Union du peuple léonais (UPL)                           | 286     | 0,15  | Nv.   | 0      | en stagnation |  |
|                        | Pour un monde + juste (PUM+J)                           | 266     | 0,15  | 0,01  | 0      | en stagnation |  |
|                        | Avec vous, nous sommes démocratie (Contigo)             | 229     | 0,12  | Nv.   | 0      | en stagnation |  |
|                        | Parti communiste des travailleurs espagnols (PCTE)      | 196     | 0,10  | 0,03  | 0      | en stagnation |  |
|                        | Vote blanc                                              | 1 982   | 1,02  | 0,15  |        |               |  |
|                        |                                                         |         |       |       |        |               |  |
| Suffrages exprimés     | Suffrages exprimés                                      | 195 170 | 98,73 |       |        |               |  |
| Votes nuls             | Votes nuls                                              | 2 503   | 1,27  |       |        |               |  |
| Total                  | Total                                                   | 197 673 | 100   | -     | 4      | en stagnation |  |
| Abstention             | Abstention                                              | 107 863 | 35,30 |       |        |               |  |
| Inscrits/Participation | Inscrits/Participation                                  | 305 536 | 64,70 |       |        |               |  |

#### Ségovie
| Parti                  | Parti                                                   | Voix    | %     | +/-           | Sièges | +/-           |  |
| ---------------------- | ------------------------------------------------------- | ------- | ----- | ------------- | ------ | ------------- |  |
|                        | Parti populaire (PP)                                    | 28 057  | 32,99 | 6,12          | 1      | en stagnation |  |
|                        | Parti socialiste ouvrier espagnol (PSOE)                | 25 233  | 29,67 | 1,47          | 1      | en stagnation |  |
|                        | Vox                                                     | 14 569  | 17,13 | 4,73          | 1      | 1             |  |
|                        | Unidas Podemos (UP)                                     | 7 901   | 9,29  | 0,36          | 0      | en stagnation |  |
|                        | Ciudadanos (Cs)                                         | 6 861   | 8,07  | 11,89         | 0      | 1             |  |
|                        | Parti animaliste contre la maltraitance animale (PACMA) | 462     | 0,54  | 0,12          | 0      | en stagnation |  |
|                        | Centrés (Centrados)                                     | 234     | 0,28  | 0,22          | 0      | en stagnation |  |
|                        | Recortes Cero-Grupo Verde (RC-GV)                       | 191     | 0,22  | 0,02          | 0      | en stagnation |  |
|                        | Parti communiste ouvrier espagnol (PCOE)                | 173     | 0,20  | en stagnation | 0      | en stagnation |  |
|                        | Pour un monde + juste (PUM+J)                           | 133     | 0,20  | 0,02          | 0      | en stagnation |  |
|                        | Parti social-démocrate des retraités européens (PDSJE)  | 115     | 0,14  | Nv.           | 0      | en stagnation |  |
|                        | Autres partis                                           | 105     | 0,12  | -             | 0      | -             |  |
|                        | Vote blanc                                              | 1 005   | 1,18  | 0,34          |        |               |  |
|                        |                                                         |         |       |               |        |               |  |
| Suffrages exprimés     | Suffrages exprimés                                      | 85 089  | 98,37 |               |        |               |  |
| Votes nuls             | Votes nuls                                              | 1 412   | 1,63  |               |        |               |  |
| Total                  | Total                                                   | 86 451  | 100   | -             | 3      | en stagnation |  |
| Abstention             | Abstention                                              | 33 041  | 27,65 |               |        |               |  |
| Inscrits/Participation | Inscrits/Participation                                  | 119 492 | 72,35 |               |        |               |  |

#### Soria
| Parti                  | Parti                                                   | Voix   | %     | +/-           | Sièges | +/-           |  |
| ---------------------- | ------------------------------------------------------- | ------ | ----- | ------------- | ------ | ------------- |  |
|                        | Parti socialiste ouvrier espagnol (PSOE)                | 16 043 | 34,57 | 2,86          | 1      | en stagnation |  |
|                        | Parti populaire (PP)                                    | 15 247 | 32,85 | 6,18          | 1      | en stagnation |  |
|                        | Vox                                                     | 6 264  | 13,50 | 4,16          | 0      | en stagnation |  |
|                        | Unidas Podemos (UP)                                     | 3 517  | 7,58  | 1,02          | 0      | en stagnation |  |
|                        | Ciudadanos (Cs)                                         | 2 670  | 5,75  | 10,57         | 0      | en stagnation |  |
|                        | Plateforme du peuple sorian (PPSO)                      | 1 466  | 3,16  | 1,95          | 0      | en stagnation |  |
|                        | Parti animaliste contre la maltraitance animale (PACMA) | 205    | 0,44  | 0,07          | 0      | en stagnation |  |
|                        | Pour un monde + juste (PUM+J)                           | 95     | 0,20  | en stagnation | 0      | en stagnation |  |
|                        | Recortes Cero-Grupo Verde (RC-GV)                       | 95     | 0,20  | 0,05          | 0      | en stagnation |  |
|                        | Parti communiste des travailleurs espagnols (PCTE)      | 87     | 0,19  | 0,03          | 0      | en stagnation |  |
|                        | Vote blanc                                              | 721    | 1,55  | 0,32          |        |               |  |
|                        |                                                         |        |       |               |        |               |  |
| Suffrages exprimés     | Suffrages exprimés                                      | 46 410 | 98,23 |               |        |               |  |
| Votes nuls             | Votes nuls                                              | 838    | 1,77  |               |        |               |  |
| Total                  | Total                                                   | 47 248 | 100   | -             | 2      | en stagnation |  |
| Abstention             | Abstention                                              | 29 579 | 38,50 |               |        |               |  |
| Inscrits/Participation | Inscrits/Participation                                  | 76 827 | 61,50 |               |        |               |  |

#### Valladolid
| Parti                  | Parti                                                   | Voix    | %     | +/-   | Sièges | +/-           |  |
| ---------------------- | ------------------------------------------------------- | ------- | ----- | ----- | ------ | ------------- |  |
|                        | Parti socialiste ouvrier espagnol (PSOE)                | 94 484  | 30,30 | 1,41  | 2      | en stagnation |  |
|                        | Parti populaire (PP)                                    | 91 857  | 29,49 | 6,19  | 2      | 1             |  |
|                        | Vox                                                     | 56 353  | 18,09 | 4,43  | 1      | en stagnation |  |
|                        | Unidas Podemos (UP)                                     | 34 313  | 11,02 | 0,66  | 0      | en stagnation |  |
|                        | Ciudadanos (Cs)                                         | 26 947  | 8,65  | 11,49 | 0      | 1             |  |
|                        | Parti animaliste contre la maltraitance animale (PACMA) | 2 088   | 0,67  | 0,13  | 0      | en stagnation |  |
|                        | Recortes Cero-Grupo Verde (RC-GV)                       | 594     | 0,19  | 0,03  | 0      | en stagnation |  |
|                        | Pour un monde + juste (PUM+J)                           | 586     | 0,19  | 0,05  | 0      | en stagnation |  |
|                        | Union régionaliste de Castille-et-León (URCL)           | 530     | 0,17  | 0,02  | 0      | en stagnation |  |
|                        | Autres partis                                           | 655     | 0,21  | -     | 0      | -             |  |
|                        | Vote blanc                                              | 3 147   | 1,01  | 0,18  |        |               |  |
|                        |                                                         |         |       |       |        |               |  |
| Suffrages exprimés     | Suffrages exprimés                                      | 311 454 | 98,94 |       |        |               |  |
| Votes nuls             | Votes nuls                                              | 3 333   | 1,06  |       |        |               |  |
| Total                  | Total                                                   | 314 787 | 100   | -     | 5      | en stagnation |  |
| Abstention             | Abstention                                              | 117 868 | 27,24 |       |        |               |  |
| Inscrits/Participation | Inscrits/Participation                                  | 432 655 | 72,76 |       |        |               |  |

#### Zamora
| Parti                  | Parti                                                   | Voix    | %     | +/-           | Sièges | +/-           |  |
| ---------------------- | ------------------------------------------------------- | ------- | ----- | ------------- | ------ | ------------- |  |
|                        | Parti populaire (PP)                                    | 33 495  | 33,57 | 3,97          | 1      | en stagnation |  |
|                        | Parti socialiste ouvrier espagnol (PSOE)                | 32 747  | 32,82 | 1,52          | 1      | en stagnation |  |
|                        | Vox                                                     | 17 036  | 17,07 | 5,42          | 1      | 1             |  |
|                        | Unidas Podemos (UP)                                     | 7 001   | 7,02  | 1,28          | 0      | en stagnation |  |
|                        | Ciudadanos (Cs)                                         | 6 835   | 6,85  | 10,08         | 0      | 1             |  |
|                        | Parti animaliste contre la maltraitance animale (PACMA) | 432     | 0,43  | 0,10          | 0      | en stagnation |  |
|                        | Union du peuple léonais (UPL)                           | 369     | 0,37  | Nv.           | 0      | en stagnation |  |
|                        | Parti régionaliste du pays léonais (PREPAL)             | 278     | 0,28  | 0,09          | 0      | en stagnation |  |
|                        | Pour un monde + juste (PUM+J)                           | 143     | 0,14  | 0,02          | 0      | en stagnation |  |
|                        | Recortes Cero-Grupo Verde (RC-GV)                       | 129     | 0,13  | en stagnation | 0      | en stagnation |  |
|                        | Parti communiste des travailleurs espagnols (PCTE)      | 120     | 0,12  | 0,02          | 0      | en stagnation |  |
|                        | Vote blanc                                              | 1 206   | 1,21  | 0,24          |        |               |  |
|                        |                                                         |         |       |               |        |               |  |
| Suffrages exprimés     | Suffrages exprimés                                      | 99 791  | 98,48 |               |        |               |  |
| Votes nuls             | Votes nuls                                              | 1 543   | 1,52  |               |        |               |  |
| Total                  | Total                                                   | 101 334 | 100   | -             | 3      | en stagnation |  |
| Abstention             | Abstention                                              | 66 934  | 39,78 |               |        |               |  |
| Inscrits/Participation | Inscrits/Participation                                  | 168 268 | 60,22 |               |        |               |  |